# Ahmed Abdallah Mohamed Sambi

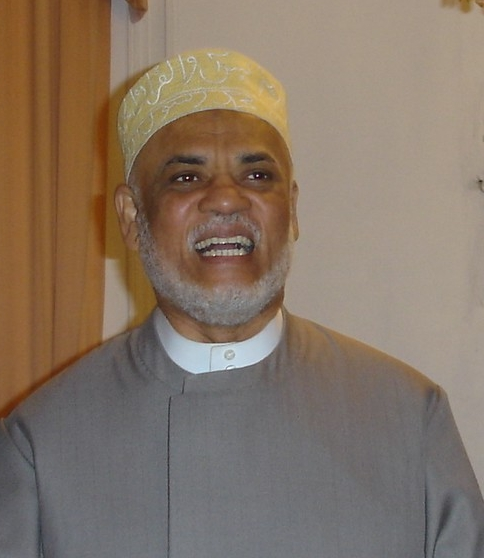
Ahmed Abdallah Mohamed Sambi, 2008

Ahmed Abdallah Mohamed Sambi (* 5. Juni 1958 in Mutsamudu auf der Komoreninsel Anjouan) war von Mai 2006 bis 2011 Präsident der Komoren. Bei der Präsidentschaftswahl 2006 ging er als Sieger hervor und löste den seit 1999 amtierenden Azali Assoumani ab. 2009 versuchte er durch ein Verfassungsreferendum erfolgreich, eine radikale Reform des politischen Systems der Komoren hin zu einem stärkeren Zentralstaat zu erreichen. Allerdings wurde die in der neuen Verfassung vorgesehene Möglichkeit einer weiteren Präsidentschaft für ihn durch das Verfassungsgericht der Komoren für ungültig erklärt, sodass er im Jahr 2010 nicht mehr zu der Präsidentschaftswahl antreten konnte. Am 21. August 2018 wurde Sambi der Korruption und Unterschlagung beschuldigt.
Am 28. November 2022 verurteilte ein Gericht auf den Komoren Sambi zu lebenslanger Haft, nachdem er wegen Hochverrats wegen des Verkaufs von Pässen an Staatenlose am Golf und anderer Verbrechen, einschließlich Veruntreuung, verklagt wurde.